# Liste neulateinischer Autoren

## A
- Jacobus Acontius (1492 – um 1567)
- Melchior Acontius (1515–1569)
- Rudolf Agricola (1443/44–1485)
- Leon Battista Alberti (1404–1472)
- Dante Alighieri (1265–1321)
- Johann Valentin Andreae (1586–1654)
- Nicolaus von Avancini (1611–1686)

## B
- Bohuslav Balbín (1621–1688)
- Jacob Balde (1604–1668)
- John Barclay (1582–1621)
- Basinio Basini (1425–1457)
- Heinrich Bebel (1472/73–1518)
- Robert Bellarmin (1542–1621)
- Jean du Bellay (1492/98–1560)
- Joachim du Bellay (um 1522–1560)
- Matthias Bernegger (1582–1640)
- Francesco Berni (1497/98–1536)
- Joachim von Beust (1522–1597)
- Théodore de Bèze (1519–1605)
- Jakob Bidermann (1578–1639)
- Johannes Bisselius (1601–1682)
- Johannes Böhm (1485–1533/1535)
- Friedrich Boerner (1723–1761)
- Nicolas Bourbon der Ältere (1503–1550)
- Nicolas Bourbon der Jüngere (1574–1644)
- Caspar Brülow (1585–1627)
- Leonardo Bruni (um 1369–1444)
- Giordano Bruno (1548–1600)
- Augustus Buchner (1591–1661)
- Guillaume Budé (1468–1540)

## C
- Georg Calaminus (1549–1595)
- Tommaso Campanella (1568–1639)
- Baldassare Castiglione (1478–1529)
- Tommaso Ceva (1648–1736)
- Benedictus Chelidonius (um 1460–1521)
- Euricius Cordus (1486–1535)
- Janus Cornarius (1500–1558)
- David Crinitus z Hlavačova (1531–1586)
- Achatius Cureus (1531–1594)

## D
- Nikolaus Decius (um 1485 – nach 1546)
- Friedrich Dedekind (1525–1598)
- Johann Michael Dilherr (1604–1669)
- Gilbert Ducher (um 1490 – nach 1538)
- Jeremias Drexel (1581–1638)

## E
- Josef Eberle (1901–1986) unter dem Pseudonym Iosephus Apellus
- Andreas Ellinger (1526–1582)
- Johann Sigismund Elsholtz (1623–1688)
- Johann Joachim Gottlob am Ende (1704–1777)
- Erasmus von Rotterdam (1466/69–1536)

## F
- Andreas Fabricius (1530–1577)
- Balthasar Fabricius (1478–1541)
- Johannes Fabricius Montanus (1527–1566)
- Marsilio Ficino (1433–1499)
- Francesco Filelfo (1398–1481)
- Teofilo Folengo (1491–1544)
- Matthaeus Fortunatus (nach 1480–1528)
- Girolamo Fracastoro (1478–1553)
- Bartholomäus Frenzel (um 1550 – um 1595)
- Nicodemus Frischlin (1547–1590)
- Ahasverus Fritsch (1629–1701)

## G
- Georg Gloger (1603–1631)
- Jakob Gretser (1562–1625)
- Franz Guillimann (1568–1612)

## H
- Johannes Hartung (1505–1579)
- Martin Hayneccius (1544–1611)
- Placidus Heinrich (1758–1825)
- Nikolaes Heinsius der Ältere (1620–1681)
- Konrad Heresbach (1496–1576)
- Johann Bernhard Hermann (1761–1790)
- Helius Eobanus Hessus (1488–1540)
- Ludvig Holberg (1684–1754)

## J
- Justus Jonas der Ältere (1493–1555)

## K
- Roland Kadan (* 1961)
- Athanasius Kircher (1602–1680)
- Heinrich Knaust (1520–1580)
- Eustachius von Knobelsdorff (1519–1571)

## L
- Thomas Lansius (1577–1657)
- Johann Lauremberg (1590–1658)
- Peter Lauremberg (1585–1639)
- Ludovico Lazzarelli (1447–1500)
- Jacques Lefèvre d’Étaples (1450/55–1536)
- Simon Lemnius (1511–1550)
- Christian Leonhard Leucht (1645–1716)
- Antonius Liber (vor 1470 – um 1507)
- Jakob Liefer (1571–1655)
- Bohuslaus Lobkowicz von Hassenstein (1461–1510)
- Petrus Lotichius Secundus (1528–1560)
- Lorenz Luden (1592–1654)

## M
- Georg Conrad Maickler (1574–1647)
- Aldo Marinelli (1413–1451)
- Marko Marulić (1450–1524)
- Michael Tarchaniota Marullus (um 1458–1500)
- Heinrich Meibom (1555–1625)
- Paul Melissus (1539–1602)
- Johannes Micraelius (1597–1658)
- Olympia Fulvia Morata (1526–1555)
- Thomas Morus (1478–1535)
- Johann Michael Moscherosch (1601–1669)
- Pierre Mousson (1559–1637)
- Heinrich Mühlpfort (1639–1681)
- Thomas Murner (1475–1537)

## N
- Thomas Naogeorg (1508–1563)

## O
- Augustin Olomoucký (1467–1513)
- Hieronymus Osius (1530–1574)
- John Owen (um 1564–1622)

## P
- Francesco Petrarca (1304–1374)
- Caspar Peucer (1525–1602)
- Enea Silvio Piccolomini (1405–1464)
- Giovanni Pico della Mirandola (1463–1494)
- Stephanus Winandus Pighius (1520–1604)
- Angelo Poliziano (1454–1494)
- Giovanni Pontano (1429–1503)
- Giambattista della Porta (1535–1615)
- Anton Praetorius (1560–1613)

## R
- Michael Ranft (1700–1774)
- Johann Rasch (1540–1612)
- Johannes Reuchlin (1455–1522)
- Samuel Richter (um 1680 – nach 1722)

## S
- Georg Sabinus (1508–1560)
- Jean Salmon Macrin (1490–1557)
- Coluccio Salutati (1331–1406)
- Johannes Sambucus (1531–1584)
- Jacopo Sannazaro (1458–1530)
- Maciej Sarbiewski (1595–1640)
- Joseph Justus Scaliger (1540–1609)
- Julius Caesar Scaliger (1484–1558)
- Caspar Schoppe (1576–1649)
- Hartmann Schopper (1542 – nach 1595)
- Caspar Schott (1608–1666)
- Johannes Secundus (1511–1536)
- Bruno Seidel (um 1530–1591)
- Georg Sibutus (1480–1528)
- Georg Spormecker (um 1495–1562)
- Tito Vespasiano Strozzi (1425–1505)

## T
- Valentin Triller (1493–1573)

## V
- Lorenzo Valla (1405/07–1457)
- Maffeo Vegio (1407–1458)
- Paul Ritter Vitezović (1652–1713)
- Johann Georg Volkamer (1616–1693)

## W
- Johann Christoph Wagenseil (1633–1705)
- Otto Walper (1543–1624)
- Hermann Weller (1878–1956)
- Eberhard von Weyhe (1553–1633)
- Johann Philipp Lorenz Withof (1725–1789)

## Z
- Johann Zahn (1641–1707)
- Martin Zeiller (1589–1661)
- Paul Zwilling (1547–1581)